# Thomas Hill Green
Thomas Hill Green, född 7 april 1836, död 26 mars 1882, var en engelsk filosof. Green var, i likhet med andra brittiska idealister vid tidpunkten, starkt influerad av Friedrich Hegel. Han var även en av de tidigaste socialliberala tänkarna.

## Biografi och verk
Green blev 1878 professor i Oxford. Han skolades grundligt i kantska och hegelska tankegångar, och angriper empirismen och sensualismen inom kunskapsläran, utilitarismen och lyckoläran inom etiken och bygger, mitt under naturalismens segertåg, upp ett kritiskt-idalistiskt system. I sitt första större, 1874 utgivna arbete, introduktionen till hans egen och Thomas Hodge Groses upplaga av David Humes verk, ville Green även visa, hur John Lockes och Humes erfarenhetsfilosofi nödvändigt leder fram till Kant och Hegel och till erkännandet av aktiviteten i allt kunskapande. Denna aktivitet yttrar sig framför allt i sättandet av relationer. Världen är ingenting annat än ett nätverk av relationer, fasthållna inom ett medvetende. Ytterst fattas också hela universum som en enda evig aktivitet, en absolut ande, vars väsen är självmedvetandet. Detta är även det metafysiska ledmotivet i Greens postumt utgivna Prolegomenta to ethics (1883), hans eget huvudarbete som tänkare. Genom sina om än tungt kritiserade verk och sitt väckande inflytande som universitetslärare påverkade Green kraftigt de nyidealistiska strömningarna i Storbritannien. En samlad upplaga av Greens arbeten i 3 band utgavs av R. L. Nettleship 1885–1888 (ny upplaga 1906).

### Fotnoter
1. 1 2  SNAC, SNAC Ark-ID: w6vt363t, läs online, läst: 9 oktober 2017.[källa från Wikidata]
2. 1 2  Encyclopædia Britannica, Encyclopædia Britannica Online-ID: biography/T-H-Greentopic/Britannica-Online, läst: 9 oktober 2017.[källa från Wikidata]
3. 1 2  Brockhaus Enzyklopädie, Brockhaus Enzyklopädie-ID: green-thomas-hill, läst: 9 oktober 2017.[källa från Wikidata]
4. ↑  Aleksandr M. Prochorov (red.), ”Грин Томас Хилл”, Большая советская энциклопедия : [в 30 т.], tredje utgåvan, Stora ryska encyklopedin, 1969, läst: 25 februari 2017.[källa från Wikidata]
5. ↑  läs online, www.stsepulchres.org.uk .[källa från Wikidata]
6. ↑  Charles Dudley Warner (red.), Library of the World's Best Literature, 1897, läs online.[källa från Wikidata]
7. 1 2 3  Kindred Britain, läs online.[källa från Wikidata]
8. ↑  The Peerage person-ID: p65780.htm#i657797, läst: 7 augusti 2020.[källa från Wikidata]
9. ↑  Svensk uppslagsbok

### Allmänna källor
- Uppslagsordet "Thomas Hill Green" i Filosofilexikonet (1988), Bokförlaget Forum AB, Uppsala 2004, ISBN 91-37-11151-5